# Крістіан Фасснахт
Крістіан Фасснахт (нім. Christian Fassnacht, нар. 11 листопада 1993, Цюрих) — швейцарський футболіст, нападник англійського клубу «Норвіч Сіті» і національної збірної Швейцарії.

## Ігрова кар'єра
У дорослому футболі дебютував 2010 року виступами за команду «Тальвіль», в якій провів чотири сезони, взявши участь у 74 матчах Міжрегіональної ліги, п'ятого за рівнем дивізіону Швейцарії.
Протягом 2014 року на правах оренди захищав кольори клубу третього дивізіону «Тугген», де своєю успішною і результативною грою привернув увагу керівництва «Вінтертура», до складу якого приєднався на початку 2015 року. Відіграв за команду з Вінтертура наступні півтора сезони своєї ігрової кар'єри. Більшість часу, проведеного у складі «Вінтертура», був основним гравцем атакувальної ланки команди у другому дивізіоні Швейцарії.
Влітку 2016 року уклав контракт з «Туном», у складі якого дебютував у Швейцарській Суперлізі і провів наступний рік своєї кар'єри гравця. Граючи у складі «Туна» також здебільшого виходив на поле в основному складі команди і посів 6-е місце в таблиці, всього на одну сходинку програвши «Люцерну», останньому хто потрапив у єврокубки від Швейцарії .
1 липня 2017 року Фастнахт підписав чотирирічний контракт з «Янг Бойз». 2020 року відіграв за бернську команду свою 100-ту гру в національному чемпіонаті.

## Виступи за збірну
2018 року дебютував в офіційних матчах у складі національної збірної Швейцарії. Був включений до заявки команди на чемпіонат Європи 2020 року.

## Титули і досягнення
- Чемпіон Швейцарії (5):

«Янг Бойз»: 2017-18, 2018-19, 2019-20, 2020-21, 2022-23
- Володар Кубка Швейцарії (2):

«Янг Бойз»: 2019-20, 2022-23